# Impôt unique
Ne doit pas être confondu avec Impôt à taux unique.
 (septembre 2012).
Si vous disposez d'ouvrages ou d'articles de référence ou si vous connaissez des sites web de qualité traitant du thème abordé ici, merci de compléter l'article en donnant les références utiles à sa vérifiabilité et en les liant à la section « Notes et références ».
L'impôt unique désigne la proposition d'un seul impôt ou d'une seule taxe qui remplacerait tous les prélèvements obligatoires existants.

## Impôt sur la terre
L'impôt unique est une proposition d'impôt sur la terre ad valorem, comme seule source de revenus d'un gouvernement. Il se baserait uniquement sur la valeur de la terre nue, c'est-à-dire sans prendre en considération ses améliorations comme le bâti. Il serait unique et se substituerait donc aux impôts existants et plus particulièrement à ceux pesant sur l'activité économique.

### Histoire
Considérant que toutes les richesses proviennent de la terre, les physiocrates sont, dès la seconde moitié du XVIIIe siècle, partisans de la mise en place d'un impôt unique sur le produit des terres. François Quesnay, chef des physiocrates et médecin de Louis XV, le propose dès 1760 dans ses Maximes générales du Gouvernement économique d'un royaume agricole. Puisque toutes les taxes reposent en définitive sur le produit de la terre, seul le loyer de la terre devrait être imposé. Son contemporain Adam Smith reprend l'idée et David Ricardo la développe en 1817 dans Des principes de l'économie politique et de l'impôt. L'économiste américain Henry George rend populaire cette proposition avec la publication de Progrès et pauvreté en 1879.

### Arguments
- Puisque la terre est une ressource inaltérable, la rente foncière qu'on peut en tirer est produite par la croissance de l'économie et non par l'effort individuel. Donc la société serait en droit de la récupérer pour soutenir les coûts du gouvernement.
- L'acceptation de la taxe unique rendrait les autres formes de taxes inutiles et stimulerait ainsi la croissance économique.
- L'élimination des taxes sur les bâtiments encouragerait la construction.

### Critiques
- Il y a bien d'autres formes de richesses que la propriété foncière.
- En pratique, la séparation de la valeur des terres et la valeur des bâtiments serait très difficile.

### Applications
Plusieurs juridictions ont appliqué leurs impôts fonciers sur la terre nue seulement, au lieu de terrains et de bâtiments, ou ont imposé des terres plus lourdement que les bâtiments (Australie, Nouvelle-Zélande, les provinces de l'Ouest du Canada, et quelques municipalités aux États-Unis).

## Taxe sur les transactions financières
Certains économistes proposent de supprimer tous les impôts et taxes pour les remplacer par une taxation sur les transactions financières,.

## FairTax
FairTax propose de remplacer tous les impôts par une taxe sur la vente de 23 %.

## Impôt sur les multinationales
Les États-Unis proposent une taxe mondiale à au moins 15 % afin de lutter contre les entreprises multinationales qui profitent des paradis fiscaux,.